# Ексцентрик (велосипед)

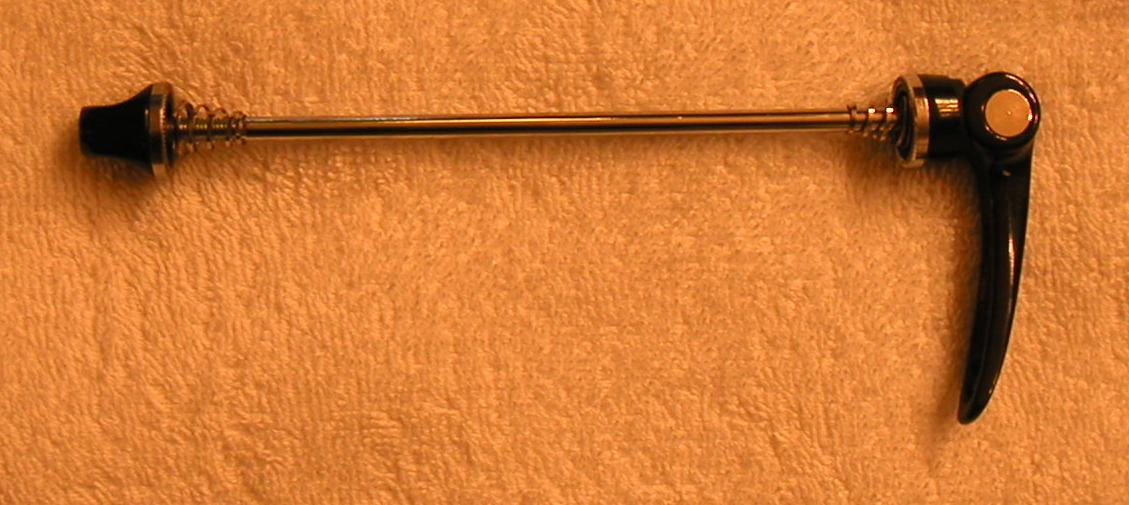
Ексцентрик знятий з маточини колеса

Ексцентрик — конструктивний елемент велосипеда, що застосовується для оперативного регулювання чи заміни його вузлів. Він являє собою затискний кріпильний механізм. Свою назву він отримав від слова «ексцентриситет», що в цьому випадку — розбіжність осей обертання валу і закріпленого на ньому диска.
Такий тип кріплення широко застосовується в сучасних велосипедах. Стандартне використання деталі — це кріплення коліс до дропаутів, з'єднання частин рами в моделях велосипедів зі складною рамою, кріплення сідла і регулювання його висоти. Ексцентриками забезпечуються і хомути для світловідбивачів, виноси керма, додаткові пристосування.

## Переваги та недоліки
У порівнянні з болтовим кріпленням застосування ексцентрика має ряд переваг:
- Простота демонтування і монтування колеса для ремонту пробитої камери;
- Менші затрати часу, ніж на двостороннє затягування гайок на осях колісних втулок;
- Зручніше і швидше регулювання висоти сідла ніж при закручуванні гайок;
- Немає необхідності возити з собою гайковий ключ.

Недоліками використання швидкозатискних механізмів є:
- Затиск пружини з часом слабшає, через що кріплення стає ненадійним;
- Швидкорозбірні з'єднання частин розкладної рами та кріплення колеса до дропаутів найменш стійкі до ударів;
- Простота крадіжки деталей велосипеда, або і всього велосипеда, якщо на велопарковці його закріплено за обід колеса.